# صموئيل لايكوك

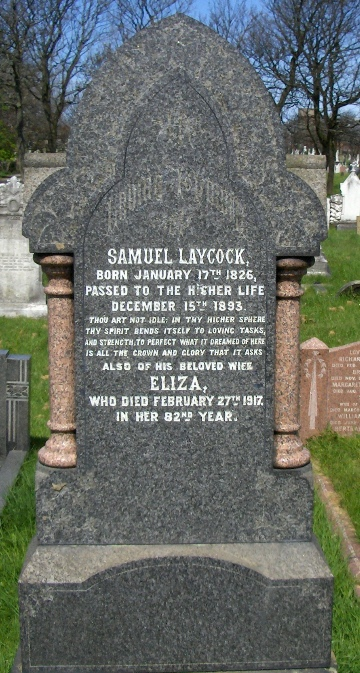
قبر صموئيل لايكوك

صموئيل لايكوك(1826-1893) شاعر لهجة، سجل في الشعر العامية من عمال القطن في لانكشاير. 
ولد في 17 يناير 1826 في إينتاك هيد، بول هيل، مارسدن، غرب يوركشاير، ابن جون لايكوك، وهو نساج يدوي. وكان تعليمه الرسمي يكمن في حضور مدرسة الأحد وبضعة أشهر في مدرسة محلية. بدأ لايكوك العمل في مصنع صوف في سن التاسعة. في عام 1837، عندما انتقلت العائلة إلى ستالبريدج ، شيشاير، عمل كناسج القطن وبعد ذلك ناظر القماش. أثرت الحرب الأهلية الأمريكية (1861-1864) بشدة على مدن القطن في لانكشاير حيث جفت إمدادات القطن الخام. كان لايكوك واحدًا من آلاف العاطلين عن العمل، وحاول أن يكسب عيشًا هزيلًا من خلال كتابة آيات يمكن للعاطلين عن العمل وضعها في الموسيقى والغناء في الشوارع مقابل بنسات. في عام 1864، نشر قافية لانكشاير وفي عام 1866، أغاني لانكشاير، وقصائد وثقت الحياة اليومية لعمال القطن.
في عام 1865، أصبح لايكوك أمين مكتبة في معهد ستالبريدج للميكانيكا، وفي عام 1867، تولى منصبًا مماثلاً في معهد ويتورث، فليتود . انتقل إلى بلاكبول في عام 1868 بسبب سوء حالته الصحية. استمر لايكوك في الكتابة أثناء عمله كمصور، في حين كانت زوجته تدير مسكنا. قبل وفاته مباشرة في عام 1893، نشر مجموعة من القصائد، واربلين من أغنية "أود سونغستر"
في عام 1850، تزوج لايكوك من مارثا برودبنت، وهي ناسجة قطن، لكنها توفيت بعد ذلك بعامين. وتزوج مرة أخرى في عام 1858 من هانا وولي، التي توفيت في عام 1863. أما زواجه الثالث فقد كان من إليزا بونتيفراكت في عام 1864 التي نجت منه. كان لديه العديد من الأطفال من هانا واثنين على الأقل من إليزا، بما في ذلك آرثر، الذي أصبح روائي.
توفي لايكوك من الإنفلونزا التي تطورت إلى التهاب الشعب الهوائية الحادة  في 15 ديسمبر 1893، في منزله، 48 فوكسهال رود، بلاكبول . ودفن في مقبرة ليتون، بلاكبول.

## روابط خارجية
- Samuel Laycock, Lancashire Poet نسخة محفوظة 14 يونيو 2008 على موقع واي باك مشين.
- A Tribute to Samuel Laycock 1826 - 1893
- أعمال صموئيل لايكوك في ليبري فوكس